# Tipología (ciencias sociales)
Tipología es un concepto con una entidad específica dentro las ciencias sociales. Elaborar una tipología consiste en distinguir, en el seno de un conjunto de unidades (individuos, grupos de individuos, hechos sociales, etc.), grandes grupos que se pueden considerar como homogéneos desde un cierto punto de vista. El contenido de esta noción de homogeneidad varía según los autores y los dominios de aplicación; se funda generalmente sobre una cierta semejanza definida a partir de un subgrupo de características que sirvan para describir las unidades estudiadas.
Una tipología debe satisfacer dos exigencias suplementarias: la exhaustividad y la exclusividad de los tipos.

## Causas
Se recurre a la construcción de una tipología a causa de: 
- las exigencias de la aplicación,
- la importancia del volumen de los datos a tratar,
- la ineficacia de un modelo explicativo general,
- la imposibilidad de un modelo único,
- la dinámica interna del sistema estudiado, que impone pensar en términos de tipología.

## Medios
Aunque no son independientes, y se suelen emplear conjuntamente, se identifican tres métodos de construcción de tipologías en las ciencias sociales: los tipos-ideales, la reducción del espacio de atributos y la agregación de unidades.
El primero y más abstracto (tipos ideales), de tradición weberiana, consiste en construir "casos típicos", es decir, nociones abstractas que permitan dar cuenta de fenómenos reales. Para Max Weber los tipos ideales son "formas puras", revelan la unidad coherente de una adecuación significativa tan completa como posible de estructuras mentales con formas sociales "absolutamente ideales". Son utopías que se obtienen acentuando, a través del pensamiento, elementos determinados de la realidad. Son modelos abstractos, "cuadros de pensamiento homogéneos" que proporcionan "objetos ideales" de comparación "exteriores a la realidad" y por relación a los cuales se pueden situar los "objetos reales" en el universo de lo que puede definirse por las dimensiones retenidas a priori. Es en la combinación de estas dimensiones que se deducen los tipos ideales. La teoría fija las dimensiones estructurantes de la descripción de los datos; es la teoría la que precede y determina el trabajo empírico, de suerte que este es netamente deductivo.
El segundo (reducción del espacio de atributos) se descompone en dos fases. La primera consiste en analizar los conceptos de base en sus dimensiones, a fin de elaborar un cuadro de descripción de las unidades estudiadas («espacio de atributos»). La segunda es una fase de reducción del espacio así definido a un pequeño número de dimensiones y modalidades sobre tales dimensiones. Tal método consiste en estructurar el universo estudiado a partir de las dimensiones que sirvan para describir las unidades, o reducir el espacio de atributos. Tal espacio de atributos es un cuadro de descripción de las unidades estudiadas resultado del análisis de los conceptos de base de la investigación (lo que se denomina su "problemática") en sus dimensiones. Resulta de una combinación a priori de las dimensiones lógicamente posibles de todos los conceptos que pueden proporcionar los datos inteligibles. La operación tipológica de base es una reducción del espacio así definido a priori para aplicar a la distribución empírica de las unidades observadas, según sus dimensiones. 
El tercero (la agregación de unidades) consiste en agrupar las unidades en torno de un pequeño número de entre ellas, elegidas como núcleos de la tipología (unidades-núcleo). Consiste en la comparación empírica de las unidades observadas. Parte del presupuesto de que la realidad es compleja, pero no indiferenciada, y que es posible realizar una partición "natural". Es la que se suele efectuar cuando sólo se dispone de informaciones ricas y estructuradas en un número pequeño de unidades (monografías de comunidades, biografías o relatos individuales en profundidad).